# 袁渡镇
袁渡镇，是中华人民共和国江西省宜春市丰城市下辖的一个乡镇级行政单位。

## 行政区划
袁渡镇下辖以下地区：
袁渡社区、王洲村、团结村、新华村、岩上村、新湖村、青围村、珊湖村、涂坊村、泉田村、袁坊村、河塘村、佛岭村、彭王村、尧家村、棠盛村、雷徐村、太平村和河珑村。